# Въча (язовир)
Вижте пояснителната страница за други значения на Въча.
„Въча“ (бивш „Антонивановци“ от 5 април 1960 до 11 юни 1999 г.) е язовир в Южна България. Разположен е в Родопите, по поречието на река Въча, на границата между областите Смолян, Пазарджик и Пловдив. Част е от Каскадата „Доспат-Въча“ на Националната електрическа компания.

## История
Язовирът е построен през 1968 – 1975 година.
Предишното му име е „Антонивановци“ (или „Антон Иванов“), наречен на загиналите в района партизани от отряд „Антон Иванов“ през февруари-март 1944 г. На километър западно от язовирната стена, на брега (Община Брацигово) е издигнат мемориал в чест на загиналите.

## Описание
Язовир „Въча“ е годишен изравнител и второ по значение водохранилище (след язовир Доспат) на Каскада „Доспат-Въча“, като събира преработените води от ВЕЦ „Девин“, заедно с допълнителния приток на река Въча под него. Язовирната стена е разположена на 12 километра южно от Кричим, а завиряването продължава в продължение на около 15 километра по тясната долина на Въча до село Михалково. Язовирното езеро влиза в землищата на град Кричим и селата Михалково, Селча, Осиково, Фотиново и Равногор. Езерото заема площ от 5,0 km², а общият му завирен обем е 226,2 милиона кубични метра.
Язовирната стена е най-високата в България – 144,5 m. Тя е бетоновогравитачна и има дължина по короната 420 m. Преливникът, разделен на 4 полета по 8 m, е разположен в средата на стената и има капацитет 2060 m³/s, като прелелите води се отвеждат по въздушния откос на стената до изхвъргач, разположен на покрива на подязовирната ПАВЕЦ „Орфей“.

## Туризъм
В язовира вирее голямо разнообразие от риба – бял амур, платика, бяла риба, бабушка, каракуда, кефал, костур, скобар, сом, уклей, слънчева риба, шаран, червеноперка, толстолоб, есетра, и щука. Поради това е много известно място за риболов.
В язовира има много понтони с постройки, включително риборазвъдна ферма. Някои от понтонните къщи се отдават под наем и през лятото се посещават от почиващи и туристи. Около тях може да се кара водно колело, лодка или джет.
Край бреговете на язовира има добри условия за туризъм. Създадени са почивни станции и хотели. Покрай язовира минава пътят Кричим – Девин. Добра гледка към местността се разкрива от връх Свети Илия.

## Галерия
- Язовирната стена
- Язовирът през зимата
- Мемориалът „Антонивановци“